# Rib Mountain (condado de Marathon)
Rib Mountain es un lugar designado por el censo (en inglés, census-designated place, CDP) ubicado en el condado de Marathon, Wisconsin, Estados Unidos. Según el censo de 2020, tiene una población de 6061 habitantes.

## Geografía
La localidad está ubicada en las coordenadas 44°55′3″N 89°41′32″O / 44.91750, -89.69222 (44.917565, -89.692285). Según la Oficina del Censo de los Estados Unidos, Rib Mountain tiene una superficie total de 34.0 km², de la cual 31.2 km² corresponden a tierra firme y 2.8 km² son agua.

## Demografía
Según el censo de 2020, hay 6061 personas residiendo en Rib Mountain. La densidad de población es de 194 hab./km². El 88.76% de los habitantes son blancos, el 0.38% son afroamericanos, el 0.13% son amerindios, el 6.47% son asiáticos, el 0.56% son de otras razas y el 3.70% son de una mezcla de razas. Del total de la población, el 1.67% son hispanos o latinos de cualquier raza.